# 汉庄城址
汉庄城址，原称诸葛营古城遗址，在中华人民共和国云南省保山市隆阳区汉庄镇诸葛营村东侧。是东汉永昌郡遗留的古城遗址，为第五批全国重点文物保护单位。

## 沿革
东汉明帝永平十二年（69年），在哀牢故地置哀牢县、博南县，与原益州郡西部都尉所辖6县合并，设立永昌郡。永昌郡延至晋朝，存在了数百年。汉庄城址为永昌郡留下来的规模最大、保存最完整的古城遗址。城址呈长方形，东西长370米，南北宽315米，占地约11.6万平方米。城墙以混杂沙石的红黏土夯筑而成，墙体基部宽14.5米，顶部宽约9米，最高处距地面约5米。
该城址也是云南省目前发现的唯一布局工整、保存完好的汉朝古城遗址。根据城墙夯土层内文化包含物以及在古城附近发现的书有“建安四年”、“元康四年”、“长乐寿未央”的铭文砖等情况，初步推断汉庄古城遗址的始建年代为东汉时期。
1987年12月21日，以“诸葛营遗址”公布为第三批云南省文物保护单位。2001年6月25日，中华人民共和国国务院公布“汉庄城址”为第五批全国重点文物保护单位。2006年12月4日，汉庄城址规划论证会在保山召开，开始对其进行整体保护规划。

## 图库

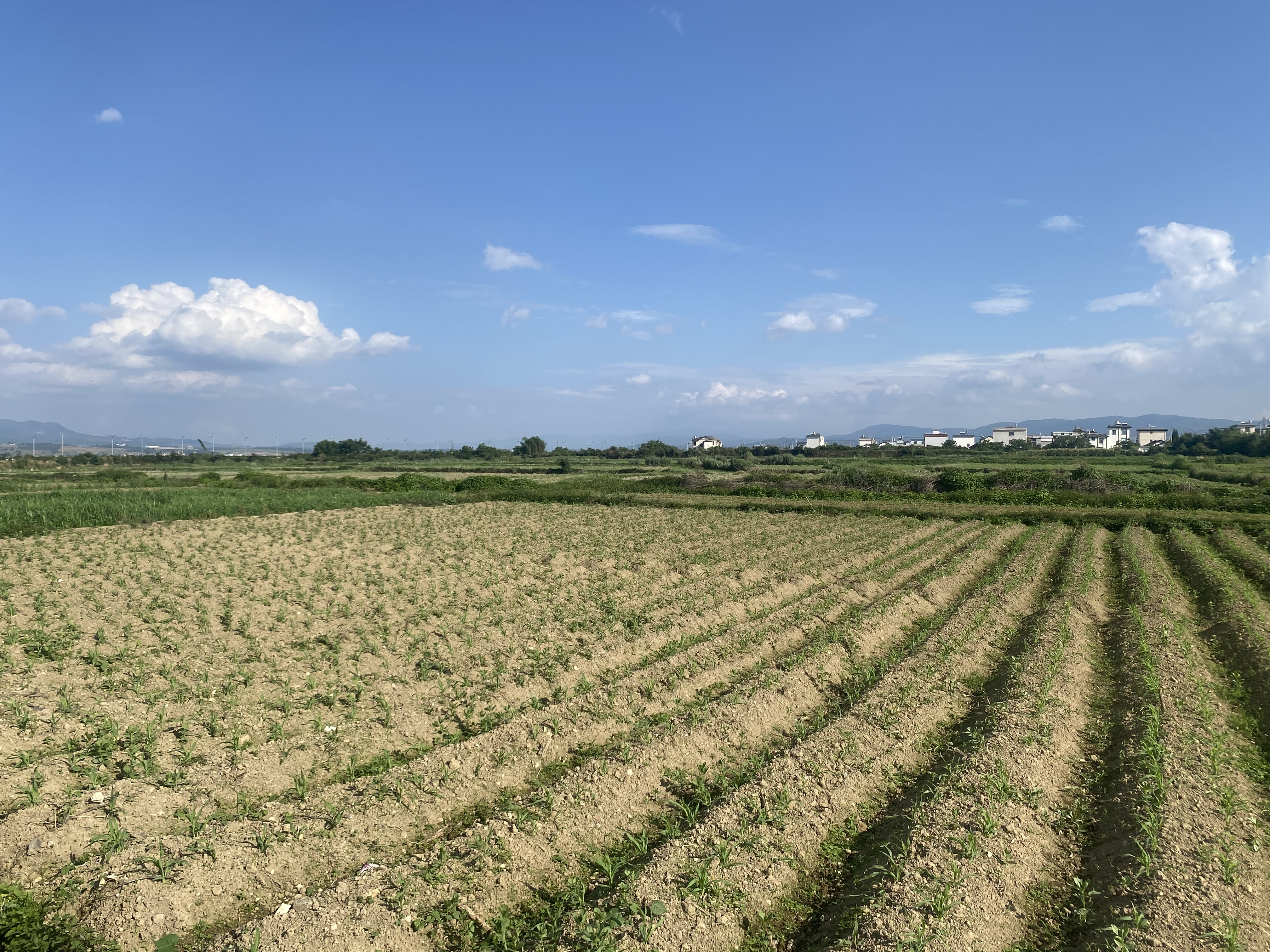
汉庄城址，表层已辟为农田
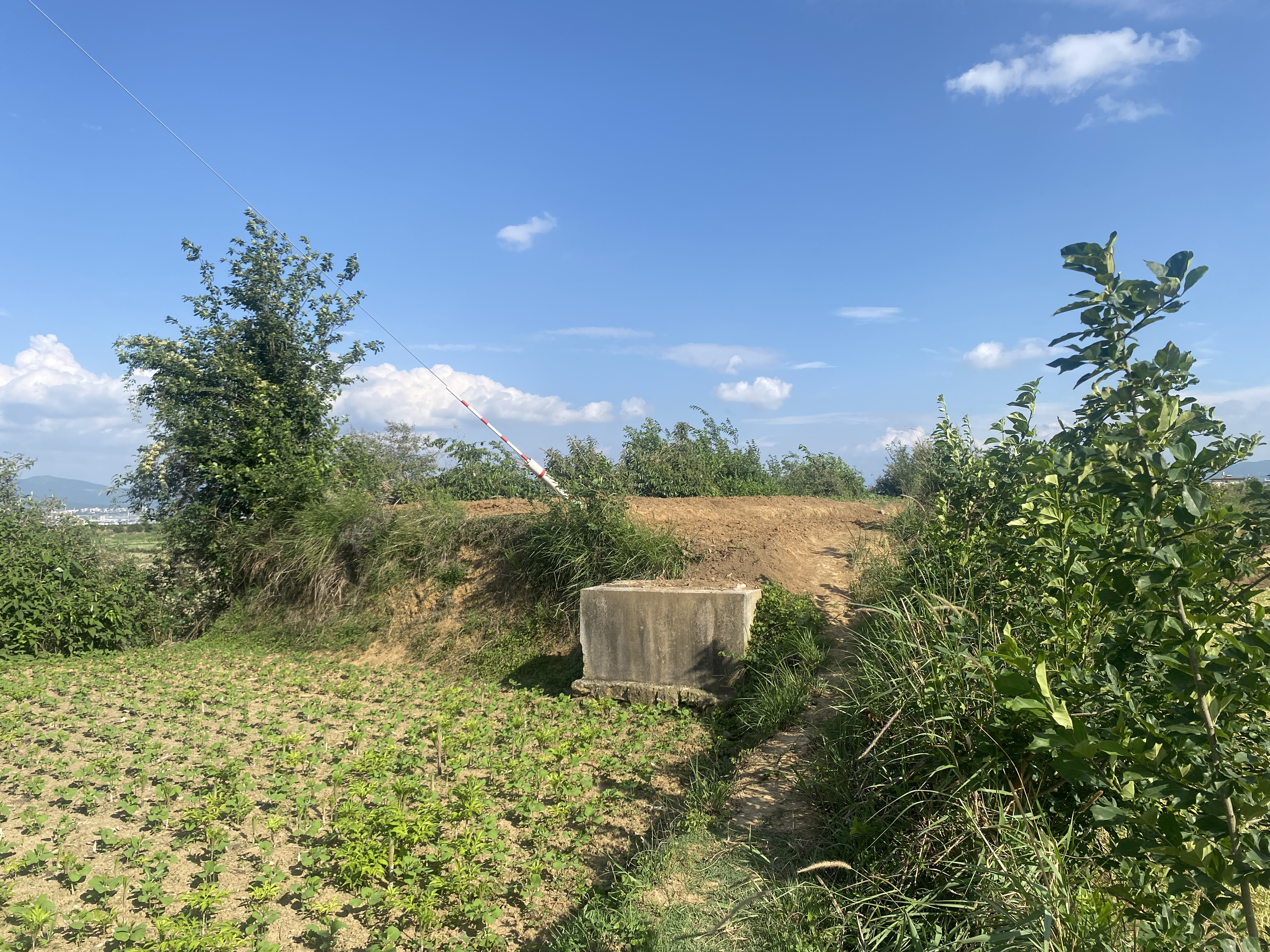
原城墙根基，现为田埂
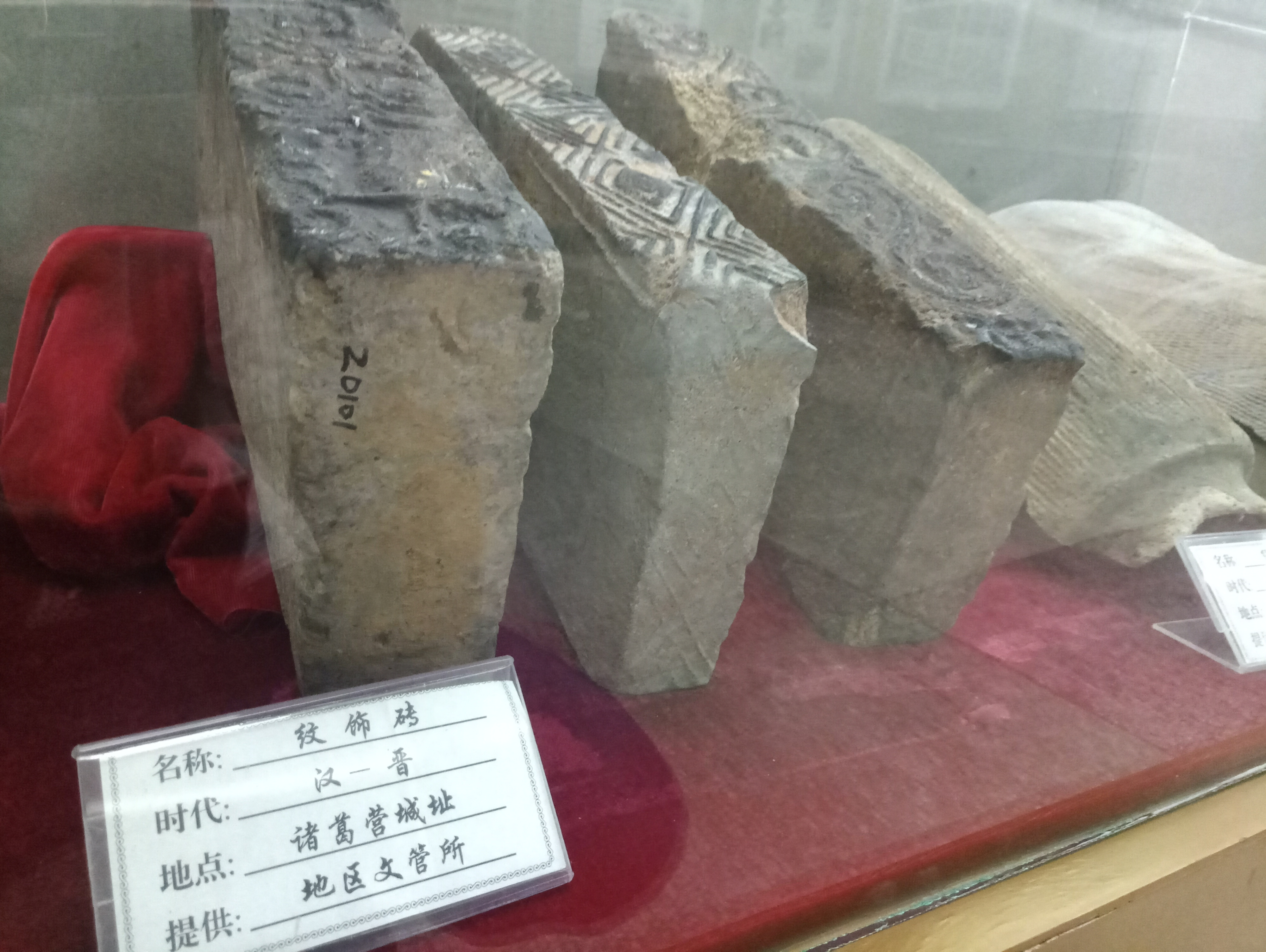
三国保山汉庄纹饰砖，藏于保山市博物馆
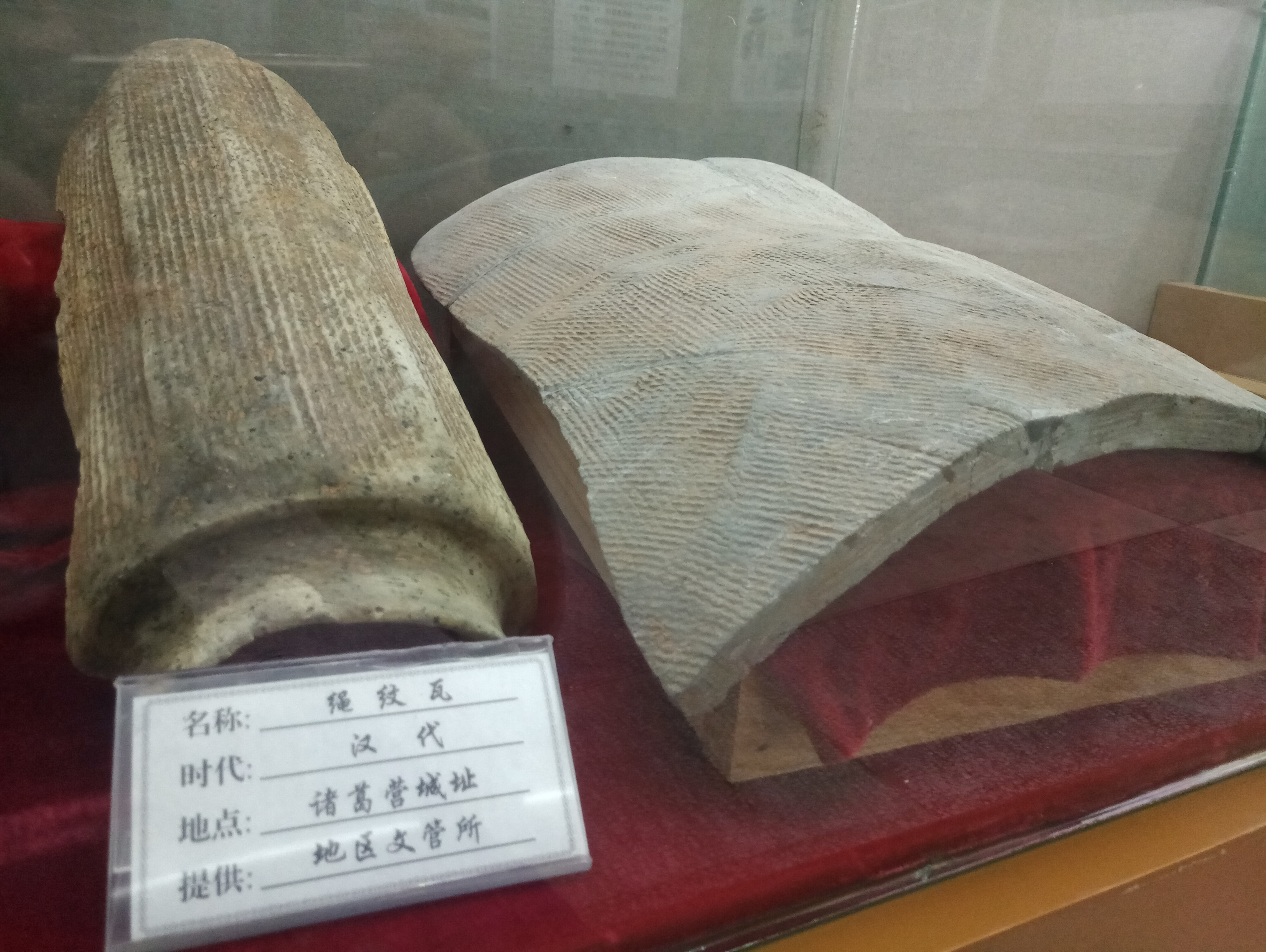
三国保山汉庄绳纹瓦，藏于保山市博物馆